# Eurycoccus monodi
Eurycoccus monodi är en insektsart som beskrevs av Alfred Serge Balachowsky och Michael D. Ferrero 1969. Eurycoccus monodi ingår i släktet Eurycoccus och familjen ullsköldlöss.
Artens utbredningsområde är Kenya. Inga underarter finns listade i Catalogue of Life.